# Dendrímero
Un dendrímero es una macromolécula tridimensional de construcción arborescente. Los dendrímeros forman parte de los polímeros, pero su diferencia radica en que la distribución de las moléculas que constituyen a los polímeros lineales es probabilística, en tanto que en el caso de los dendrímeros, se tiene una estructura química precisa, donde los enlaces químicos entre los átomos pueden ser descritos con exactitud. Las macromoléculas dendriméricas presentan una forma de crecimiento generacional, G0, G1, G2.
Las macromoléculas sintéticas tienen gran versatilidad y bajo costo, por lo que la industria produce más de 10,000 diferentes materiales para ser usados en diversos productos. Esto gracias al avance científico puesto que se ha llegado al punto donde es factible diseñar una macromolécula con propiedades químicas y físicas específicas para una determinada aplicación. En la actualidad se reconocen básicamente cuatro grandes clases de arquitecturas macromoleculares: lineal, entrecruzada, ramificada y dendrimérica (Fig. A). Dentro de la arquitectura dendrimérica se encuentran entre otros los polímeros hiper-ramificados y los dendrímeros

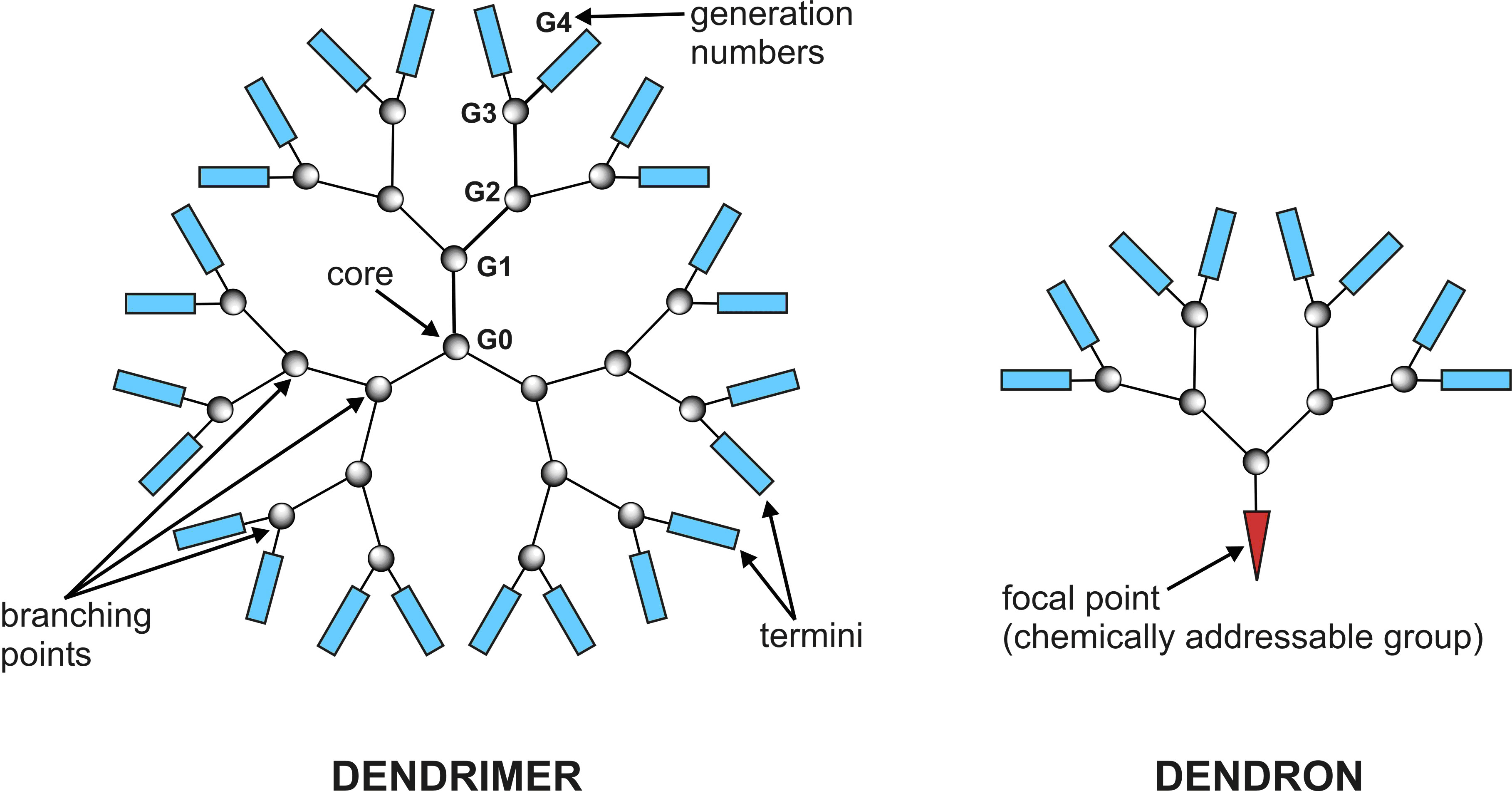
Figura A. Dendrímero y su unidad elemental el Dendrón.

La introducción de ramificaciones a materiales poliméricos se ha convertido en un tema de interés y actividad en años recientes (Fréchet, 1994). Este interés se debe al deseo de manipular la estructura básica para descubrir nuevas propiedades físicas, químicas y mecánicas. Los polímeros hiper-ramificados y los dendrímeros representan una nueva clase de moléculas con propiedades diferentes a las lineales, y ocupan un campo aparte en el área de la química de los polímeros. Los polímeros hiper-ramificados y los dendrímeros se caracterizan por tener un gran número de puntos de ramificación con numerosos grupos terminales, sin embargo un polímero hiper-ramificado presenta una distribución aleatoria en el tamaño de las moléculas y en su grado de ramificación, mientras que el dendrímero es una macromolécula bien definida con una ramificación perfecta. Esta diferencia estructural tiene su origen en el hecho de que los polímeros hiper-ramificados se preparan por una polimerización de un monómero AB2 en un solo paso mientras que la macromolécula dendrimérica se prepara por métodos laboriosos empleando la síntesis orgánica convencional (Tomalia, 1990).

## Propiedades

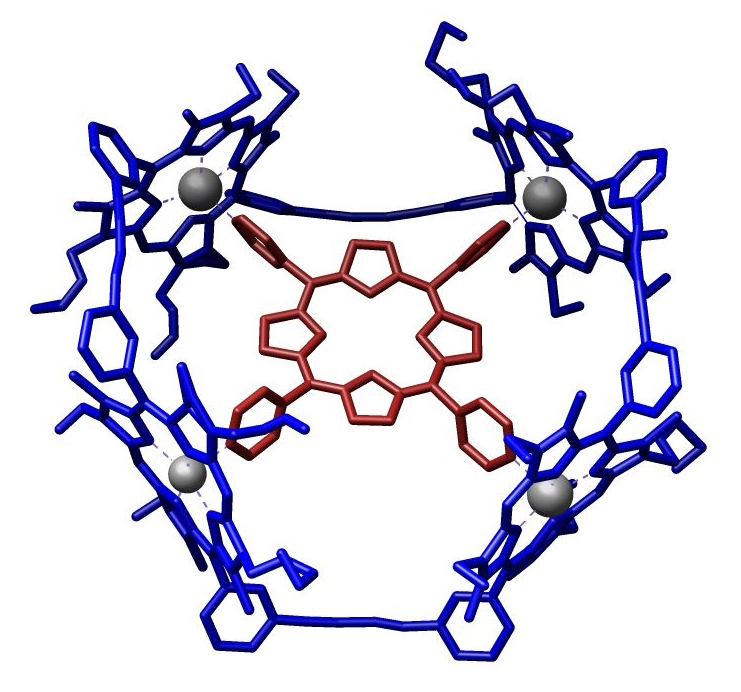
Figura B. Huésped-anfitrión. Porfirina (Anderson, 1995).

Entre las propiedades más importantes de los dendrímeros, junto con su polidispersidad cercana a 1, se encuentran las siguientes:
a)	Baja temperatura de transición vítrea.
b)	Baja viscosidad intrínseca.
c)	Alta solubilidad.
d)	Capacidad de formar sistemas tipo huésped-anfitrión.
Los dendrímeros tienen la propiedad de formar complejos huésped-anfitrión, donde la macromolécula dendrimérica es capaz de actuar como un sistema anfitrión que puede dar cabida a diferentes moléculas en número y tamaño (Cruz-Morales and Guadarrama, 2005). 
Los sistemas huésped-anfitrión se basan en el proceso llamado reconocimiento molecular (Fig. B) que se define como sigue: “Es un proceso que se define por la energía y la información involucrada en el enlace y selección de sustratos por un receptor dado”. (Soto-Castro and Guadarrama, 2004).

## Síntesis y caracterización
Los métodos sintéticos para la preparación de dendrímeros se conocen como métodos iterativos de síntesis. Existen dos rutas sintéticas: convergente (Hawker, 1990) y divergente (Tomalia and Newcome, 1995).

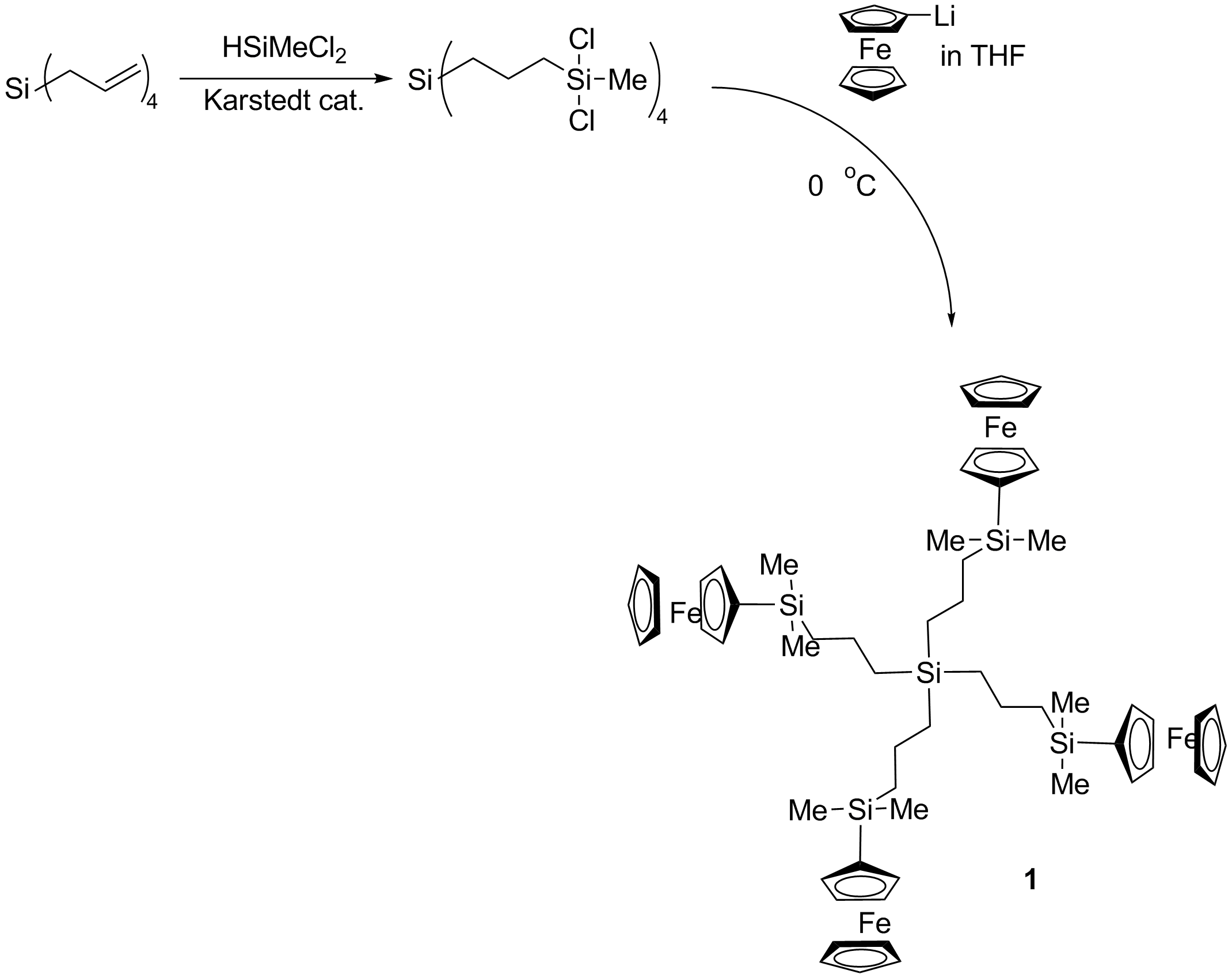
Figura C. Síntesis de un Dendrímero base-Ferroceno.

En el método convergente el dendrímero se construye acoplando entidades dendriméricas en un núcleo multifuncional (hacia dentro).
En el método divergente, el dendrímero se construye del núcleo hacia la periferia partiendo de un núcleo multifuncional. (Cruz and Guadarrama, 2004). En este método el crecimiento está restringido a cierto límite de generaciones ya que, conforme aumenta el peso molecular, aumenta la funcionalidad en la periferia y por lo tanto la probabilidad de que se den imperfecciones en la estructura. 
Existe una gran cantidad de dendrímeros sintetizados a partir de ambos métodos: poliamidas (PAMAM), polipropil-1-amina (DAB-dendr-NH2), polieteres, poliésteres, polialcanos, polifenilenos, polifenilacetilenos, polisilanos, etc. (Tomalia, 1990).
La caracterización de estas macromoléculas va a encaminada a obtener información como: estructura química, peso molecular, distribución de pesos moleculares, tamaño de la macromolécula y forma entre otros datos.
Las técnicas más comunes que se emplean en la caracterización de macromoléculas dendriméricas son las siguientes:
Técnicas comunes 
a) Técnicas espectroscópicas como: RMN, FT-IR, UV visible, etc.
Técnicas sofisticadas
b) Técnicas de espetroscopía de masas: Electro Spray Ionization Mass Spectroscopy (ESI-MS y Matrix Assisted Laser Desolvation Ionization - Time of Flight Mass Spectroscopy (MALDI-TOF-MS).
c) Métodos de dispersión de luz: Small Angle X-Ray Scattering (SAXS) and Small Angle Neutron Scattering (SANS).

## Aplicaciones
Las principales aplicaciones y usos potenciales de los dendrímeros son: revestimiento, agente activador de superficies, catalizadores, modificador de viscosidad, sensor al responder a estímulos (disolventes químicos y luz), termoplástico, nuevos materiales eléctricos, aplicación en medicina farmacia y agente descontaminante. 

## Aplicación de dendrímeros como acarreadores defármacos
La aplicación de los dendrímeros en la medicina y química farmacéutica se está convirtiendo rápidamente en una de las áreas de mayor interés de los dendrímeros. Tener características de monodispersidad y estructura en forma de micella justifican su posible uso en aplicaciones farmacéuticas y médicas (Guadarrama & Evangelista, 2006). Una variedad de aplicaciones han sido exploradas:
Se ha desarrollado un nuevo método en pruebas cardiacas ( por DADE internacional Inc. USA.) donde las proteínas presentes en una muestra de sangre se mezclan con dendrímeros sobre una superficie de vidrio. Los resultados muestran si existe algún daño en las fibras musculares que conforman al corazón. 
Otra aplicación de suma importancia es el uso de dendrímeros como agentes de contraste para resonancia magnética (Hawker & Fréchet, 1990) . Las imágenes por resonancia magnética son un método de fácil diagnóstico gracias a las imágenes anatómicas de órganos y vasos sanguíneos. 
Otra aplicación no menos importante es cuando los dendrímeros actúan como agentes de transfección (los llamados vectores), en la terapia genética. Los vectores transfieren los genes a través de la membrana celular hasta el núcleo. 
La estructura bien definida, compacta globular, forma, tamaño, monodispersidad y funcionalidad en la superficie hacen de los dendrímeros candidatos excelentes como acarreadores / liberadores de fármacos . El dendrímero conocido como PAMAM (Dendritech Inc.) ya ha sido aprobado como anfitrión de moléculas como el ibuprofeno(Lieh-Lai et al, 2003) aspirina y el ácido 2,4 diclorofenoxiacético (Tomalia et al, 1989)en el laboratorio aunque también existe antecedente de que comercialmente se aplica como suministro de medicamentos controlados, medicamentos y agentes terapéuticos que son alojados en las cavidades del interior y en la superficie de los dendrímeros para controlar la velocidad de liberación de estos fármacos dentro del cuerpo humano (PAMAM Dendrimers).
La empresa australiana Starpharma (Starpharma) comercializa dendrímeros para aplicaciones farmacéuticas: un gel microbicida para prevención del VIH y otras enfermedades de transmisión sexual en la mujer, agentes chemoterapeúticos, dendrímeros que ataquen enfermedades respiratorias y enfermedades tropicales.
Los dendrímeros pueden ser usados como agentes acarreadores / liberadores de fármacos en al menos dos formas, como se menciona en el siguiente apartado.

### La molécula es unidacovalentementea la superficie del dendrímero
Se observa cuando se acopla directamente el fármaco a la superficie del dendrímero mediante enlaces covalentes. Debido a los numerosos grupos terminales que una estructura dendrimérica puede tener, la cantidad de fármacos que pueden ser acarreados es grande, aunque si bien es cierto esto también depende del tamaño del fármaco. Ha habido diversos estudios de este tipo de complejos, y se ha demostrado que a pesar de que la mayoría de los fármacos son hidrofóbicos cuando estos son unidos al dendrímero en su interior hidrofóbico, sus grupos hidrofílicos en la superficie dando como resultado un complejo soluble.

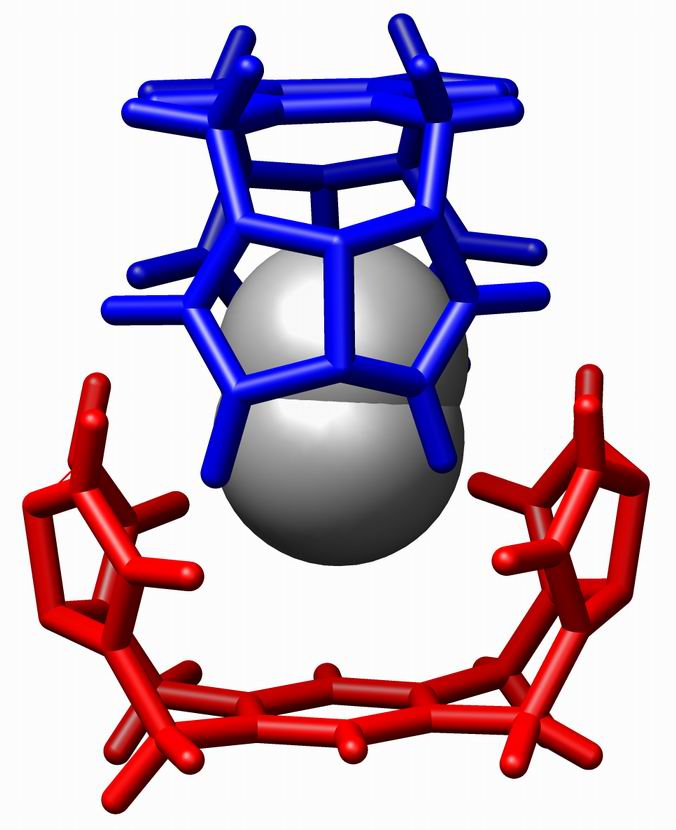
Figura D. Molécula encapsulada (Rebek, 1996).

### La molécula es encapsulada físicamente dentro de laestructura dendrimérica
Los parámetros que deben considerarse para llevar a cabo un sistema de este tipo son: las cavidades presentes en el dendrímero y las interacciones de tipo no covalentes; las primeras con el objeto de tener espacio geométrico disponible para albergar al fármaco y las segundas para mantener unido el fármaco al dendrímero sin que esta unión sea demasiado fuerte y que bajo ciertas condiciones (pH, disolvente, etc.) se pueda llevar a cabo su liberación (Guadarrama  & Evangelista), 2005). En este sentido ha habido numerosas investigaciones como la hecha por Meijer (Janson et al, 1994) y colaboradores que reportaron que ciertas moléculas huésped ( Eg. Rosa de Bengala) podían ser atrapadas físicamente dentro de la cavidad de un dendrímero de alta generación de poli (propilenimina) ; sin embargo, su liberación no era una tarea fácil. Por otro lado, Newcome reportó un sistema huésped-anfitrión donde encontró un mayor dominio de las interacciones del tipo puente de hidrógeno (Hobza & Müller-Dethlefs, 2000). Es importante aclarar que las interacciones no covalentes de las que se ha comentado no pueden existir separadas y aunque normalmente una de ellas predomina, el poder discernir el grado de contribución de cada una resulta complicado.